# Famille Romieri
 (août 2024).
La famille Romieri, ou Rumieri, est une famille patricienne de Venise. Elle s'établit à Venise à la fin du XIVe siècle.

## Historique
Gaspare Rumieri, s'étant considérablement enrichi en tenant un négoce de bijoux, il offrit à la République la somme de 100 000 ducats pour la guerre de Morea et obtint ainsi la noblesse le 14 août 1689. La noblesse fut confirmée par R.S. du 28 juillet 1819.

## Armes

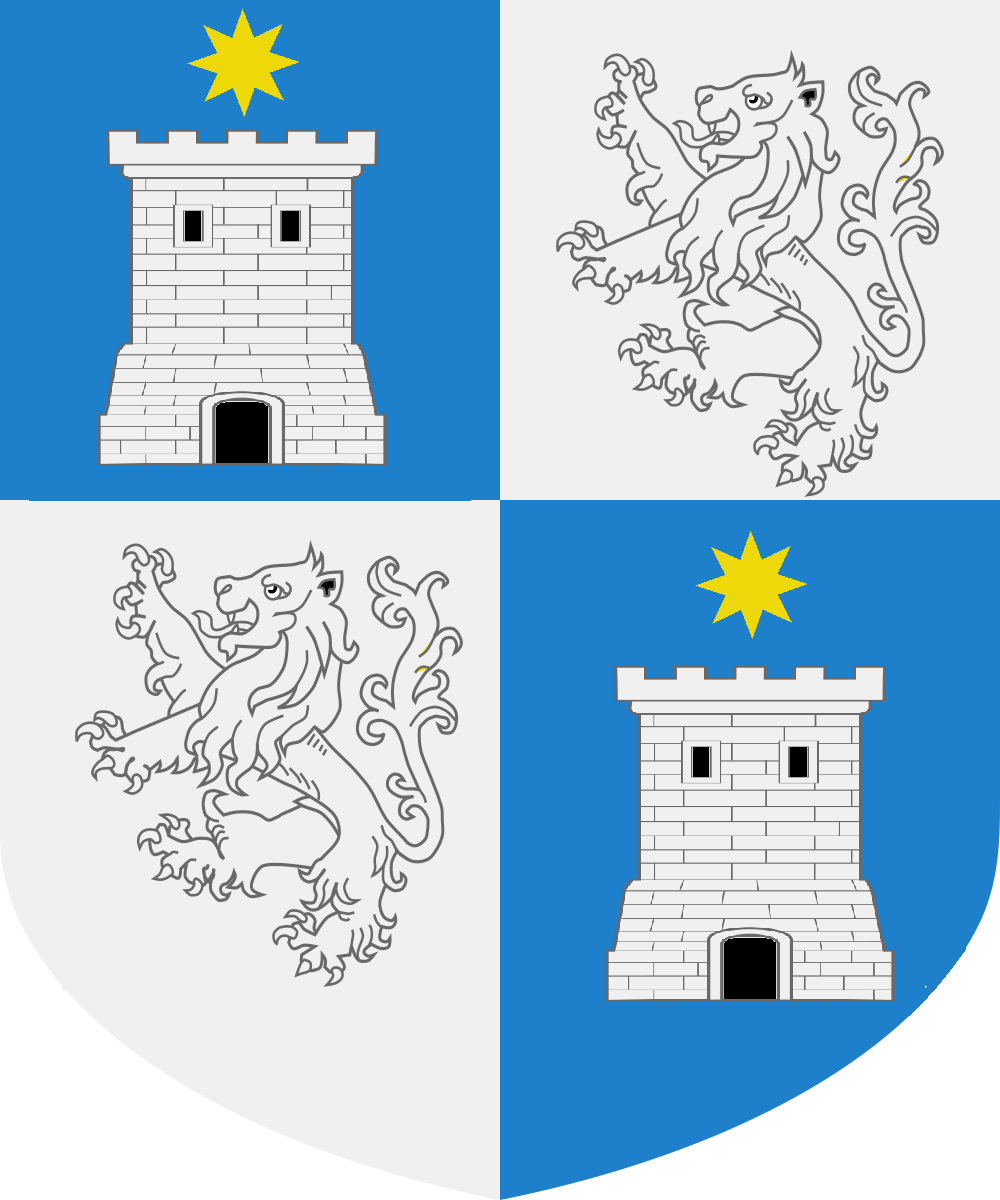
armes des Romieri

Les armes des Romieri sont écartelées, aux 1 et 4, d'azur, à une tour d'argent, ouverte et ajourée de sable, sommée d'une étoile (8) d'or, aux 2 et 3, d'argent, au lion au naturel.